# Otto de la Roche
Otto oder Othon de la Roche († 1234 im Kloster Bellevaux) war ein Kreuzritter und der erste fränkische Herr von Theben und Athen.

## Leben
Otto war der Sohn von Pons, Herr von La Roche-sur-l'Ognon in der Freigrafschaft Burgund. Er baute die von seiner ersten Frau in die Ehe eingebrachte Burg Ray zur größten mittelalterlichen Burg der Franche-Comté aus.

### Vierter Kreuzzug
Otto nahm in Citeaux das Kreuz zum Vierten Kreuzzug und kämpfte bei der Eroberung von Konstantinopel im Jahr 1204 mit. Danach schloss er sich dem Kreuzzugsführer Bonifatius von Montferrat an und zog mit ihm nach Altgriechenland, um den flüchtigen Kaiser Alexios III. zu verfolgen. Von Bonifatius als dem König von Thessaloniki erhielt Otto die Landschaften Böotien und Attika mit ihren Zentren Theben und Athen (Ende 1204 erobert) als Lehen übertragen. Später kamen noch Lokris und Megara dazu.

### Großherr von Theben und Athen
Otto richtete in seinem neu erhaltenen Land ein fränkisches Feudalsystem nach dem Vorbild der Kreuzfahrerstaaten in Palästina ein. Der alte griechische Adel wurde weitgehend vertrieben und dessen Land an französische Ritter verteilt. Otto behielt Theben und Athen sowie alle ehemaligen kaiserlichen Güter als eigene Domänen. Als oberstes Lehnsgericht und Beratergremium schuf er den sogenannten „Haute Cour“. Er trieb ebenfalls die Errichtung eines lateinischen Kirchensystems in seiner Herrschaft voran, indem er seinen Kapellan Berard zum ersten lateinischen Erzbischof von Athen ernannte. Papst Innozenz III. bestätigte diese Handlung 1206 und unterstellte dem neuen Erzbistum elf Suffraganbistümer. In Theben wurde ebenfalls ein Erzbistum mit zwei eigenen Sprengeln eingerichtet. In Athen gründete Otto das Kloster von Daphni, das er Zisterziensermönchen aus dem Kloster Bellevaux anvertraute, das sein Urgroßvater in der Franche-Comté gegründet hatte.
Otto wurde in den offiziellen fränkischen Urkunden als dominus Athenarum (Herr von Athen) und von den einheimischen Griechen Megaskyr (Großherr) genannt. Der Titel eines Herzogs (dux Atheniensium ateque Thebanorum) wurde ihm lediglich von dem Chronisten Alberich von Trois-Fontaines angedichtet, welcher in der französischen Heimat die Eroberung Athens durch die Kreuzfahrer in seiner Chronik überschwänglich vermerkte.
Im Jahr 1207 vermittelte Otto die Ehe Kaiser Heinrichs mit einer Tochter von Bonifatius von Montferrat. Dieser fiel wenig später im Kampf gegen die Bulgaren, womit Otto in ein unklares Lehnsverhältnis geriet. Denn im Königreich Thessalonike übernahmen lombardische Regenten die Macht, denen zu huldigen Otto sich weigerte. Stattdessen erkannte er nun den Kaiser als seinen direkten Lehnsherren an. Zu Beginn des Jahres 1208 fielen die Lombarden unter Alberto Pallavicini in seinen Herrschaftsbereich ein und besetzten Theben und anschließend die Kadmeia. Kaiser Heinrich berief eilends in Ravennika ein Parlament zusammen, an dem die Lombarden demonstrativ nicht teilnahmen. Mit einem vereinten Heer schlossen Otto und der Kaiser diese in der Kadmeia ein und zwangen sie zur Aufgabe. Die Kadmeia wurde daraufhin dem Kaiser übergeben und Otto wurde Theben zurückerstattet. Die Lombarden aber wurden mit Euböa (Negroponte) entschädigt, das es noch zu erobern galt.
Danach unterstützte Otto seinen Verbündeten Gottfried I. von Villehardouin, Fürst von Achaia, bei der Eroberung von Akrokorinth, Argos und Nauplia im Jahr 1212. Die letztgenannten beiden Städte erhielt Otto aus Dank als Lehen Achaias. 1214 erhielt er vom Papst Livadia als kirchliches Lehen.
Am 2. Mai 1210 hatte Otto auf dem zweiten Parlament in Ravennika das dort ausgehandelte Konkordat mit dem Papst anerkannt, welches das Verhältnis zwischen Klerus und weltlichen Herren in Griechenland regelte. Dennoch geriet er ständig in Konflikte mit der Kirche, die ihm eine unrechtmäßige Bereicherung an Kirchengut vorwarf. 1218 wurde vom lateinischen Patriarchen von Konstantinopel das Interdikt über Athen ausgesprochen, 1220 folgte sogar die Exkommunikation gegen Otto durch einen päpstlichen Legaten.
1225 kehrte er in seine Heimat zurück und überließ die Herrschaft Athen seinem Sohn Guido I. de la Roche. Zunächst ließ er sich in der Burg Ray nieder. Seine letzten Lebensjahre verbrachte er zurückgezogen im 'Familienkloster' Bellevaux nahe der Stammburg in Rigney. Nach seinem Tod wurde er in der der Klosterkirche angegliederten Familienkapelle bestattet. Seine Grabplatte wurde nach der französischen Revolution in die Kirche von Seveux gebracht, wo sie bis heute erhalten ist.
Otto wird unter anderem zugeschrieben, den Bau der Festung Chorizas in Auftrag gegeben zu haben.

## Familie
Otto heiratete seine Cousine Isabelle (Elisabeth) de Ray, Tochter von Guy, Seigneur de Ray. Eventuell war er zuvor mit Isabelle de Chappes verheiratet. Er hatte drei Söhne und eine Tochter.
Siehe auch Haus La Roche